# Vlkovce
Vlkovce é um município da Eslováquia, situado no distrito de Kežmarok, na região de Prešov. Tem 3,84 km² de área e sua população em 2018 foi estimada em 481 habitantes.

## Demografia
| Ano:        | 1994 | 2004    | 2014   | 2024   |
| ----------- | ---- | ------- | ------ | ------ |
| Broj ljudi: | 383  | 444     | 480    | 494    |
| Razlika:    |      | +15,92% | +8,10% | +2,91% |

| Ano:               | 2023 | 2024   |
| ------------------ | ---- | ------ |
| Número de pessoas: | 494  | 494    |
| Diferença:         |      | -1,42% |